# Aeschnophlebia nankunshanensis
Aeschnophlebia nankunshanensis – gatunek ważki z rodziny żagnicowatych (Aeshnidae). Występuje w południowo-wschodnich Chinach; stwierdzono go w prowincji Guangdong i regionie autonomicznym Kuangsi.
Gatunek ten opisali w 2010 roku Hao-Miao Zhang, Wen-Chi Yeh i Xiao-Li Tong na łamach czasopisma „Zootaxa”. Autorzy nadali mu nazwę Planaeschna nankunshanensis. Holotyp to samiec odłowiony we wrześniu 2008 roku w Nankunshan w prowincji Guangdong (miejsce typowe). Wyznaczono też trzy paratypy – to samiec i samica odłowione w tym samym dniu i miejscu co holotyp, oraz samica odłowiona w listopadzie 2008 roku w Kantonie, niedaleko od miejsca typowego. Ponadto zbadano dwie żeńskie larwy, z czego jego przeobraziła się w laboratorium w imago. Epitet gatunkowy pochodzi od nazwy miejsca typowego.